# Agrilus huachucae
Agrilus huachucae es una especie de insecto del género Agrilus, familia Buprestidae, orden Coleoptera. Fue descrita científicamente por Schaeffer, 1905.
Mide 7-9 mm. Se encuentra en el sudoeste de Estados Unidos y en México.